# 贝加马斯科
贝加马斯科（義大利語：Bergamasco），是意大利亚历山德里亚省的一个市镇。总面积13.3平方公里，人口772人，人口密度58.0人/平方公里（2009年）。ISTAT代码为006015。